# William Seymour, 2. vévoda ze Somersetu
William Seymour, 2. vévoda ze Somersetu, KG (1588 – 24. října 1660, Covent Garden) byl anglický šlechtic a politik, bojující na straně royalistů v anglické občanské válce.

## Původ
William Seymour byl synem Edward Seymoura, lorda Beauchamp z Hatche a jeho ženy Honory Rogers a vnukem Edwarda Seymoura, 1. hraběte z Hertfordu a jeho ženy lady Catherine Grey, sestry lady Jane Grey, Devítidenní královny, což mu dávalo vzdálený nárok na trůn přes Catherinin původ přes Marii Tudorovnu, mladší sestru krále Jindřicha VIII. Byl také pravnukem Edwarda Seymoura, 1. vévoda Somersetu (kolem 1500–1552), strýce lorda protektora a anglického krále Edwarda VI.

Erb Seymourův

## Věznění v Toweru
22. června 1610 uzavřel tajný sňatek v Greenwichi s lady Arbellou Stuartovou (zemřela 1615), dcerou Karla Stuarta, 1. hraběte z Lennoxu a hraběnky Elizabeth Stuartové, rozené Cavendishová. Arbella byla o třináct let starší a král Jakub I. Stuart nesouhlasil s tímto sňatkem, protože spojení dvou příslušníků rodu Tudorů s možným nárokem na trůn bylo možné považovat za hrozbu pro vládnoucí dynastii. V důsledku toho byl William Seymour odsouzen k doživotnímu vězení v londýnském Toweru a tak se stal čtvrtým z pěti generací Seymourů, kteří trávili čas v tomto vězení. V červnu 1611 z vězení unikl a plánoval setkat se s Arbellou, která také unikla zajetí. Museli utéct na kontinent, ale nepříznivé počasí a jiné okolnosti zabránily jejich setkání, a Arbella byla znovu zajata a vrácena zpět do Toweru. Williamovi se sice v Ostende podařilo dosáhnout bezpečí, ale nikdy se už s Arbellou nesetkal. Ta zůstala ve vězení až do své smrti v roce 1615.

## Politická kariéra
V prosinci 1620 byl zvolen poslancem parlamentu pro Marlborough ve Wiltshire. Když se v roce 1621 stal hrabětem z Hertfordu jako jeho dědeček, zasedal ve Sněmovně lordů. Ve sněmovně se stal jedním z hlavních oponentů krále Karla I. Stuarta. Podpořil Bill of Rights (1689) (Listina práv), dokument vydaný parlamentem roku 1628 a v roce 1640 spolupodepsal dopis dvanácti peerů spolu se svým švagrem Robertem Devereuxem, 3. hrabětem z Essexu. Během tzv. dlouhého parlamentu se nakonec rozešel s radikálnějšími oponenty krále a král jej v roce 1641 jmenoval markýzem z Hertfordu. V občanské válce byl mírným royalistou spolu s takovými postavami, jako sir Edward Hyde, 1. hrabě z Clarendonu a hledal kompromisní řešení střetu. Po celou válku pokračoval v neformálních jednáních se svým švagrem Essexem, velitelem parlamentní armády. I přesto byl důvěryhodný stoupenec krále, stal se opatrovníkem jeho syna, budoucího krále Karla II.Stuarta. Během války učinil řadu důležitých vojenských rozhodnutí za královskou armádu. Po skončení první občanské války a uvěznění krále byl nejprominentnější šlechtic, který zůstával u krále po celou dobu jeho zajetí, a byl s ním až do jeho popravy v roce 1649. Během interregna se držel stranou od různých politických a royalistických spiknutí. Věřil, že monarchie bude nakonec obnovena a že spiknutí by tento vývoj jen zpozdilo. Když v roce 1660 došlo k obnovení monarchie, byl znovu dosazen do všech svých bývalých pozic a jeho služby pro monarchii ocenil i král Karel II. Stuart, který v roce 1660 vrátil Seymourovu pradědovi titul vévoda ze Somersetu, jenž mu byl odebrán v roce 1552 a Seymour se tak stal 2. vévodou ze Somersetu. Zemřel v Londýně a byl pohřben 1. listopadu 1660 v Great Bedwyn ve Wiltshire. Titul po něm zdědil jeho vnuk, William Seymour, 3. vévoda ze Somersetu.

## Sňatky a potomkci
William Seymour se oženil dvakrát. Nejprve tajně 22. června 1610 s lady Arbellou Stuartovou (zemřela 1615). Manželství bylo bez potomků. Podruhé se oženil 3. března 1617 v Drayton Bassett s lady Frances Devereuxovou (1599–1674), dcerou Roberta Devereuxe, 2. hraběte z Essexu (popraven za vzpouru proti královně 25. února 1601) a jeho manželky Frances Walsinghamové, dcerou Francise Walsinghama. S Frances Devereuxovou měl sedm dětí.

### Synové
- William Seymour (1621 – 16. června 1642)
- Robert Seymour (1622–1646)
- Henry Seymour, lord Beauchamp, (1626 – 30. března 1654), oženil se s Mary Capellovou a měl s ní syna Williama Seymoura, 3. vévodu ze Somersetu (1654–1671), dědice titulu
- John Seymour, 4. vévoda ze Somersetu (1646 – 29. dubna 1675), zdědil titul po svém synovci

### Dcery
- Frances Seymour (1618–1685), třikrát vdaná:
  - Poprvé: Richard Molyneux, 2. vikomt z Molyneux
  - Podruhé (jako třetí žena): Thomas Wriothesley, 4. hrabě ze Southamptonu
  - Potřetí (jako třetí žena): Conyers Darcy, 2. hrabě z Holderness, bez potomků
- Lady Mary Seymour (1637 – 10 April 1673), Heneage Finch, 3. hrabě z Winchilsea, potomci
- Jane Seymour (1637 – 23. listopadu 1679), Charles Boyle, 3. vikomt z Dungarvan